# Leslie Holligan
Leslie Holligan (ur. 3 sierpnia 1978 w Georgetown, zm. 15 września 2007 w Georgetown) – gujański piłkarz, który ostatnio występował w trynidadzko-tobagijskiej Caledonii AIA.

## Kariera klubowa
Holligan był wychowankiem gujańskiego Beacon FC, gdzie grał do 1999 roku, kiedy to zdecydował się na grę w barbadoskim Notre Dame SC. Spędził tam tylko rok, po czym wrócił do ojczyzny, aby występować w FC Georgetown, a później też w Camptown Georgetown i Alpha United. W 2006 roku piłkarz ponownie wyjechał za granicę, tym razem do Trynidadu i Tobago, aby reprezentować barwy North East Stars i Caledonii AIA.

## Kariera reprezentacyjna
Był członkiem reprezentacji Gujany od roku 2002 aż do swojej śmierci w roku 2007. W kadrze narodowej rozegrał 14 meczów, w których nie zdobył żadnego gola. Wcześniej grał w młodzieżówkach: Gujanie U-19, Gujanie U-21 i Gujanie U-23.

## Śmierć
Zmarł w sobotę, 15 września 2007 roku w szpitalu w Georgetown, a pochowany został 10 dni później w tym samym mieście.